# Leichtathletik-Weltmeisterschaften 2022/Teilnehmer (St. Vincent und die Grenadinen)
| Gelbes Symbol für Goldmedaillen mit stilisierten Olympischen Ringen | Graues Symbol für Silbermedaillen mit stilisierten Olympischen Ringen | Braundes Symbol für Bronzemedaillen mit stilisierten Olympischen Ringen |
| ------------------------------------------------------------------- | --------------------------------------------------------------------- | ----------------------------------------------------------------------- |
| –                                                                   | –                                                                     | –                                                                       |

St. Vincent und die Grenadinen nahm an den Leichtathletik-Weltmeisterschaften 2022 in Eugene mit einer Athletin teil.

## Ergebnisse

### Frauen

#### Laufdisziplin
| Athletin         | Disziplin | Vorlauf     | Vorlauf | Halbfinale | Halbfinale | Finale | Finale |
| Athletin         | Disziplin | Zeit        | Platz   | Zeit       | Platz      | Zeit   | Platz  |
| ---------------- | --------- | ----------- | ------- | ---------- | ---------- | ------ | ------ |
| Shafiqua Maloney | 800 m     | 2:03,00 min | 35      | DNQ        | DNQ        | –      | –      |